# Ловердос, Андреас
Андреас Ловердос (греч. Ανδρέας Λοβέρδος, род. 15 мая 1956, Патры) — греческий политик, занимавший должности министра труда и социального обеспечения (2009—2010), здравоохранения (2010—2012) и образования и религиозных культов Греции (2014—2015).

## Биография
Андреас Ловердос родился в 1956 году в городе Патры. Изучал право в Университете Аристотеля в Салониках. Получил последипломное образование в области европейского права в Институте европейских исследований в Брюсселе. Получил докторскую степень в Университете Аристотеля в Салониках.
В 1973 стал членом студенческой организации ΑΝΤΙ-ΕΦΕΕ, выступавшей против диктатуры «черных полковников». В период 1975—1976 годов он был вице-президентом студенческой ассоциации на юридическом факультете университета в Салониках, а с 1981 по 1982 год — президентом Ассоциации греческих студентов Бельгии.
Андреас Ловердос начал свою профессиональную карьеру в 1987 году как преподаватель Университета «Пантеон» в Афинах, где он работал в период 1992—1995 годов в качестве помощника профессора конституционного права. Между 1993—1995 годами был членом правления Ассоциации факультетов Университета «Пантеон». Андреас Ловердос опубликовал множество статей в научных журналах и книгах политического и юридического содержания.
С 1996 до декабря 1997 года он был генеральным секретарем государственного управления Министерства внутренних дел, государственной администрации и децентрализации. В апреле 2000 году он был впервые избран депутатом Греческого парламента в Афинах от партии ПАСОК. Впоследствии работал как государственный секретарь (2002—2004) и министр труда и социального обеспечения (2009—2010). В 2010 году назначен министром здравоохранения Греции. Находился в кабинете Лукаса Пападимоса до его замены на временное правительство Панайотиса Пикрамменоса в мае 2012 года.
3 декабря 2012 года объявил о запуске нового политического проекта — Радикального движения социал-демократического альянса (РИКССИ). Был исключён из парламентской фракции ПАСОК и в апреле 2013 года создал на базе РИКССИ ещё одну партию «Соглашение за новую Грецию». Вернулся в правительство 10 июня 2014 года, а в парламентскую группу ПАСОК — 22 августа 2014 года.
Андреас Ловердос женат, имеет дочь и сына.